# Козицино (Московская область)
Козицино — деревня в Сергиево-Посадском районе Московской области России, входит в состав сельского поселения Березняковское.

## Население
| 1859 | 1895 | 1905 | 1926 | 2002 | 2006 | 2010 |
| ---- | ---- | ---- | ---- | ---- | ---- | ---- |
| 126  | ↗152 | ↗211 | ↘142 | ↘17  | ↘12  | ↗14  |

## География
Деревня Козицино расположена на севере Московской области, в юго-восточной части Сергиево-Посадского района, примерно в 62 км к северу от Московской кольцевой автодороги и 9 км к северо-востоку от станции Сергиев Посад Ярославского направления Московской железной дороги.
Менее, чем в 1 км юго-восточнее деревни проходит Ярославское шоссе М8, а юго-западнее — Московское большое кольцо А108. Ближайшие сельские населённые пункты — деревни Березняки, Дубининское и Слободка.
К деревне приписано два садоводческих товарищества (СНТ).

## История
В «Списке населённых мест» 1862 года — казённая деревня 2-го стана Александровского уезда Владимирской губернии по правую сторону Ярославского шоссе от границы Дмитровского уезда к Переяславскому, в 30 верстах от уездного города и 35 верстах от становой квартиры, при пруде, с 18 дворами и 126 жителями (57 мужчин, 69 женщин).
По данным на 1895 год — деревня Рогачёвской волости Александровского уезда с 152 жителями (76 мужчин, 76 женщин). Основным промыслом населения являлось хлебопашество, в зимнее время женщины и подростки занимались размоткой шёлка и клеением гильз, 34 человека уезжали в качестве легковых извозчиков и трактирной прислуги на отхожий промысел в Москву и Сергиевский посад.
По материалам Всесоюзной переписи населения 1926 года — деревня Дубининского сельсовета Рогачёвской волости Сергиевского уезда Московской губернии в 1,5 км от Ярославского шоссе и 12,8 км от станции Сергиево Северной железной дороги; проживало 142 человека (62 мужчины, 80 женщин), насчитывалось 29 хозяйств (28 крестьянских).
С 1929 года — населённый пункт Московской области в составе:
- Козицинского сельсовета Сергиевского района (1929—1930)[13],
- Козицинского сельсовета Загорского района (1930—1939)[14],
- Березняковского сельсовета Загорского района (1939—1963, 1965—1991)[15][16][17],
- Березняковского сельсовета Мытищинского укрупнённого сельского района (1963—1965)[16],
- Березняковского сельсовета Сергиево-Посадского района (1991—1994)[17],
- Березняковского сельского округа Сергиево-Посадского района (1994—2006)[18],
- сельского поселения Березняковское Сергиево-Посадского района (2006 — н. в.)[19][20].